# 식민지 시대에 설립된 미국의 대학교
다음은 식민지 시대에 설립된 미국의 대학교이다.
1783년 미국 독립 전쟁 종전 이전의 영국 식민지 시대에 설립된 미국의 고등 교육기관은 20여개가 있으며, 이중 1776년 미국 독립 선언 이전에 학위를 수여 할 수 있도록 정식 인가를 받은 아래의 9개 대학은 식민지 대학을 의미하는 콜로니얼 컬리지(영어: Colonial Colleges)라고 불린다. 콜로니얼 컬리지에 대한 언급은 대표적으로 1907년 The Cambridge History of English and American Literature에서 찾아볼 수 있다.

## 학교 목록
| 대학명                | 설립 당시 명칭                | 설립연도 | 인가연도 |
| --------------------- | ----------------------------- | -------- | -------- |
| 하버드 대학교         | New College                   | 1636년   | 1650년   |
| 윌리엄 앤 메리 대학교 | The College of William & Mary | 1693년   | 1693년   |
| 예일 대학교           | Collegiate School             | 1701년   | 1701년   |
| 펜실베니아 대학교     | College of Philadelphia       | 1740년   | 1755년   |
| 프린스턴 대학교       | College of New Jersey         | 1746년   | 1746년   |
| 컬럼비아 대학교       | King's College                | 1754년   | 1754년   |
| 브라운 대학교         | Rhode Island College          | 1764년   | 1764년   |
| 럿거스 대학교         | Queen's College               | 1766년   | 1766년   |
| 다트머스 대학교       | Dartmouth College             | 1769년   | 1769년   |

## 같이 보기
- 제국대학